# كرايغ هاريس
كرايغ هاريس (بالإنجليزية: Craig S. Harris)‏ هو عازف جاز وملحن أمريكي، ولد في 10 سبتمبر 1953 في هيمبستيد في الولايات المتحدة.

## وصلات خارجية
- كرايغ هاريس على موقع ميوزك برينز (الإنجليزية)
- كرايغ هاريس على موقع قاعدة بيانات برودواي على الإنترنت (الإنجليزية)
- كرايغ هاريس على موقع أول ميوزيك (الإنجليزية)
- كرايغ هاريس على موقع ديسكوغز (الإنجليزية)